# Litochoro
Litochoro je řecká obec nacházející se v jižní části Střední Makedonie, zhruba 90 km od Soluně v regionální jednotce Pieria. Obec leží asi 5 km od pobřeží Thermského zálivu na samém úpatí pohoří Olymp, a to přímo pod jeho nejvyšším vrcholkem, horou Mytikas. První zmínka o Litorochu pochází z doby, kdy Dionýsos navštívil Olymp. Litochoro je oblíbeným výchozím bodem pro ty, kteří se vydávají na vrcholek Mytikas.